# Club de Rugby Ateneo Inmaculada
El Club de Rugby Ateneo Inmaculada, CRAI, es una institución deportiva tradicional de la ciudad de Santa Fe, afiliada a la Unión Santafesina de Rugby (USR) y a la Asociación Santafesina de Hockey (ASH).
Participa con todas sus divisiones (infantiles, menores y plantel superior) en los torneos organizados por la USR y es uno de los clubes protagonistas del Torneo del Litoral (TRL), que organizan las Uniones de Rugby Santa Fe, Rosario (URR) y Entre Ríos (UER).

## Historia
El CRAI fue fundado el 22 de octubre de 1974 por jugadores que practicaban rugby en el Ateneo Inmaculada, institución dependiente de la Asociación Civil Colegio de la Inmaculada Concepción de Santa Fe, de la Orden Jesuita. 
Al cerrar la práctica del rugby por parte de la Orden Jesuita, dichos jugadores decidieron fundar un club de rugby lo cual llevaron adelante en un principio sin tener predio propio, motivo por el cual se ganó su apodo de 'Gitanos'. 
Luego se consiguió por una donación dos hectáreas del predio inicial donde está establecido actualmente, el cual se ha ido ampliando con el paso del tiempo.
A lo largo de su historia el CRAI ganó 15 torneos oficiales de rugby, sin computar los sevens, y realizó cinco (5) giras al exterior en plantel superior, además disputó una final del torneo regional del litoral la cual perdió contra santa fe rugby.: 1979 Sudáfrica, 1981 Europa, 1993 Nueva Zelanda, 1998  y 2012 Sudáfrica; y (2) giras al exterior en planteles juveniles: Sudáfrica 2009 y Nueva Zelanda 2011.
En 2015 mando a la reclasificación a Santa Fe Rugby Club, su clásico rival, lo cual repitieron en 2016 en el Torneo Regional del Litoral.
En 2016 y 2017 se clasifica al  torneo nacional de clubes fundado por la UAR quedando entre los mejores equipos del país en su primera participación, Ganándoles a rivales como Newman, tablada y la plata RC.
El club de rugby ateneo inmaculada fue anfitrión del Mundial U20 organizado por la world. Es considerado el más grande de la ciudad  quedando por detrás  santa fe rugby y universitario. 
Barra brava: La del Sol.
Apodos: Gitano, Crayón.
Con posterioridad a su fundación, incorporó la práctica del hockey femenino, disciplina con la que participa con todas sus divisiones en los torneos organizados por la respectiva asociación.
En hockey ganó cinco (5) campeonatos.

## Instalaciones
La sede y las instalaciones deportivas del CRAI se encuentran en el km 154,5 de la Autopista Santa Fe - Rosario. 
Cuenta con tres (3) canchas de rugby, dos (2) de rugby infantil y una (1) cancha de hockey, vestuarios, club house, pileta de natación y espacios de recreación.
La cancha principal tiene capacidad para albergar hasta 6.000 espectadores.
Fue junto al Hipódromo de Rosario, una de las sede del Campeonato Mundial de Rugby Juvenil 2019 jugado en Argentina.